# Gustav Kaitan
Gustav Kaitan, auch Gustav Kaitan-Stelzer (26. April 1871 in Znaim – nach 1922) war ein österreichischer Opernsänger, Theaterschauspieler (Bariton, später Tenor), Gesangspädagoge, Theaterregisseur sowie Orchesterleiter.

## Leben
Kaitan, Sohn einen k.k. österreichischen Landgerichtsdirektors, ging nach der Absolvierung des Gymnasiums nach Brünn, ohne eigentlichen dramatischen Unterricht erhalten zu haben, zum Theater. Er begann 1891 in Brünn, kam hierauf nach Innsbruck und an das Theater an der Wien, wo er als Bariton bis 1894 tätig war.
Dann nahm er Gesangsunterricht, da sich seine Stimme plötzlich zum Tenor änderte. Er fand nun als Schauspieler und Sänger Engagement in Teplitz, Innsbruck, Czernowitz, Olmütz, München, Bremen, Kiel, Liberec (1897–1899), am Stadttheater Hannover, einer Operettenbühne, (1899–1900) Berlin (Operntheater des Westens), bis er 1900 in den Verband des Wilhelmstädtischen Theaters trat, wo er bis 1902 verblieb.
Daselbst war es besonders die Rolle des „Mitru“ in Holländers Operette Der rote Kosak, in der er außerordentlich Wirkung erzielte und allgemeine Anerkennung fand.
Weitere Engagements hatte am Central-Theater in Breslau (1903–1904), in Graz (1904–1906), am Theater von Linz (1906–1907), erneut in Graz (1907–1908), am Theater von Ostrava (1909) und am Theater von Brünn (1910–1912).
Nachdem er von 1915 bis 1916 als Gesangspädagoge in Brünn unterrichtet hatte, wurde er von 1917 bis 1918 am Luisen-Theater in Königsberg (Ostpreußen) als Sänger und Schauspieler beschäftigt.
Danach ging der in die Schweiz als Regisseur am Stadttheater von Luzern (1919–1922). Ab 1922 war er der Leiter eines von ihm gegründeten Orchesters.
Sein Lebensweg nach 1922 ist unbekannt.
Kaitan, der sich in der Theaterwelt eines guten Rufes erfreut, war sowohl in der Oper („Veit“, „Georg“ etc.) wie in der Operette („Vogelhändler“, „Obersteiger“, „Eisenstein“ etc.) erfolgreich tätig. Nebst seiner Wirksamkeit als Darsteller meister er drei Instrumente und betreibt in freien Stunden die Ölmalerei.